# Csík-Nagyboldogasszonyfalva
Koordináták: é. sz. 46° 32′ 00″, k. h. 25° 45′ 29″46.533333°N 25.758056°E

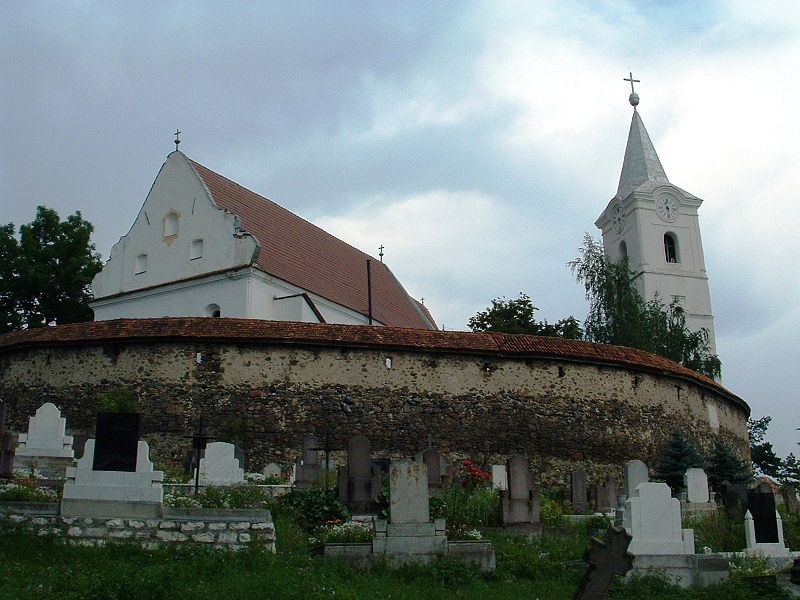
A Nagyboldogasszony tiszteletére szentelt római katolikus vártemplom

Nagyboldogasszony vagy Csík-Nagyboldogasszonyfalva a mai Romániában Hargita megyében. Nagyboldogasszonyt négy község alkotta: Dánfalva, Jenőfalva, Karcfalva és Madaras. Karcfalvának régebben Jenőfalva, Dánfalva és Oltfalva filiái voltak és ezeket együttvéve Nagyboldogasszony egyházmegyének nevezték. Karcfalva, Ábránfalva és Tótfalva összeolvadásából keletkezett, mely Csíkjenőfalvával, Csíkdánfalvával és Csíkmadarassal együtt alkotta az egykori járási székhelyt, Nagyboldogasszony községet.
A trianoni békeszerződésig Csík vármegye Felcsíki járásához tartozott.
A Nagyboldogasszony tiszteletére szentelt római katolikus vártemploma Hunyadi János adományából 1448 körül épült a régebbi templom újjáépítésével, 1720-ban, 1796-ban és 1922-ben átépítették. Védőfalai a 15.-16. század fordulóján épültek, védőfolyosóinak kialakítása egyedülálló a Székelyföldön. Tornyát 1720-ban magasították, 1850-ben bádoggal fedték be. A templom 1796-os átépítésekor sok pogány rituális emléket találtak.

## Külső hivatkozások
- Felcsík[halott link], sulinet.hu